# Sacura
Sacura Jordan and Richardson, 1910 è un genere di pesci marini appartenente alla famiglia Serranidae, sottofamiglia Anthiinae.

## Distribuzione e habitat
Provengono dall'oceano Pacifico e dall'oceano Indiano.

## Descrizione
Presentano un corpo alto e non particolarmente allungato, con la testa dal profilo appuntito. La colorazione è prevalentemente arancione-giallastra. La specie di dimensioni maggiori è Sacura boulengeri, che raggiunge i 19 cm.

## Tassonomia
In questo genere sono riconosciute 4 specie:
- Sacura boulengeri (Heemstra, 1973)
- Sacura margaritacea (Hilgendorf, 1879)
- Sacura parva Heemstra & Randall, 1979
- Sacura speciosa Heemstra & Randall, 1979